# Maison du 10 rue Bicoquet à Caen
La maison du 10 rue Bicoquet est un édifice situé à Caen, dans le département français du Calvados, en France. Elle date du XVIIe siècle et est inscrite au titre des Monuments historiques.

## Localisation
Le monument est situé au 10 de la rue Bicoquet, à moins de 200 mètres au nord de l'abbaye aux Hommes.

## Historique
La maison est datée du XVIIe siècle.

## Architecture

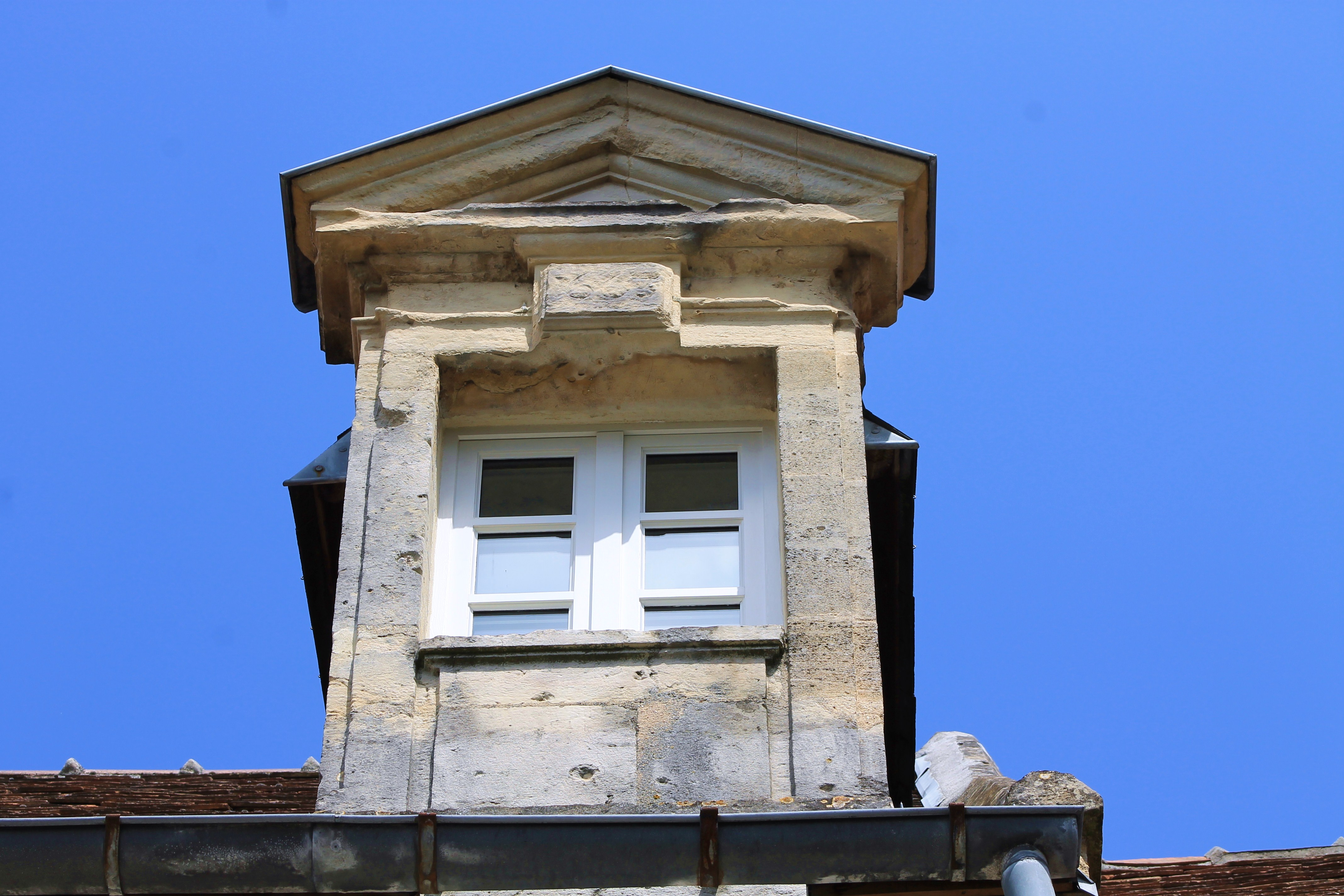
Une fenêtre.

L'édifice est inscrit au titre des Monuments historiques depuis le 25 juin 1929.